# Claude Couinaud
Claude Couinaud (Neuilly-sur-Seine, 16 de febrero de 1922 – París, 4 de mayo de 2008) fue un cirujano francés que hizo importantes contribuciones en el área de la cirugía hepatobiliar. Es principalmente conocido gracias a sus detallados estudios del hígado y fue el primero en describir tan minuciosamentedamente la anatomia segmentaria de este, lo cual ha permitido el desarrollo de la hepatectomía actual.

## Trabajo
Su libro Le Foie : Études anatomiques et chirurgicales (“El hígado; estudios anatómicos y quirúrgicos”) es la base de la anatomía y los métodos de cirugía hepatobiliar del siglo XX.

## Obras
- 1957. “Le foi: Études anatomiques et chirurgicales”, Éditions Masson
- 1989. “Anatomie chirurgicale revisitée du foie”
- 1991. ”Partition réglée du foie pour transplantation|sous-titre=contraintes anatomiques”